# Saulces-Champenoises
 Saulces-Champenoises  là một xã ở tỉnh Ardennes, thuộc vùng Grand Est ở phía bắc nước Pháp.